# Gerard Swope
Gerard Swope (Saint Louis, 1º dicembre 1872 – New York, 20 novembre 1957) è stato un imprenditore e dirigente d'azienda statunitense.

## Biografia
Nato in una famiglia di origini ebraiche di Saint Louis nel Missouri, si laureò al Massachusetts Institute of Technology nel 1895. Nel 1901 sposò Mary Dayton Hill dalla quale ebbe i figli Henrietta Swope, Isaac Hill Swope, Gerard Swope Jr., David Swope e John Swope.
Nel 1893 Swope, non ancora laureato, andò a Chicago per assistere all'Esposizione Universale del 1893 e lì, nello stesso anno, iniziò a lavorare presso la General Electric Company come aiutante semplice, pagato 1 dollaro al giorno. Nel 1899, venne promosso al grado di dirigente della Western Electric Company (il braccio manifatturiero della AT&T), così si dovette allontanare da Chicago per tornare nella città natale di Saint Louis. Nel 1906 si rispostò a Chicago, e poi, nel 1913, venne nominato vice presidente e direttore della Western Electric.
Nel 1919 il presidente di GE, Charles Albert Coffin, chiamò Swope nella compagnia elettrica. Poco meno di tre anni dopo, Swope succedette a Coffin alla guida della GE, restandone presidente per oltre venti anni. Divenne presidente nel maggio del 1922 e mantenne la carica fino al 1945, con un brevissimo intermezzo nel biennio 1941-1942, nel quale fu sostituito da Charles Edward Wilson.
Morì a New York il 20 novembre 1957.

### Visione economica e sociale di Swope
La presidenza Swope di GE fu caratterizzata dal rinnovamento delle relazioni tra azienda e operai, con un deciso miglioramento delle condizioni salariali e lavorative, istituendo incentivi, condivisione dei profitti aziendali e fondi di previdenza complementari. Inoltre Swope, divenuto un magnate della industria elettrica americana, si fece sostenitore della teoria economica dell'economia programmatica (detta anche dei piani a basi economiche o business planning), che si manifestava con un sistema ibrido tra l'economia pianificata dei paesi comunisti e il libero mercato. In sostanza un capitalismo organizzato, che manteneva i concetti di proprietà privata e di profitto capitalistico, affiancati però da una direzione collettiva e congiunta degli affari da parte di rappresentanti della politica e della finanza e che si realizzò nel National Recovery Administration, l'ente di sostegno all'industria americana previsto nel New Deal di Franklin Delano Roosevelt.